# Manoziltransferaza
Manoziltransferaza je tip glikoziltrasferaze koja deluje na manozi.
Primer je heteroglikan a-manoziltransferaza.